# Dornier D.I
 Zeppelin-Lindau (Do) D.I  byl německý jednomístný jednomotorový dvouplošný stíhací letoun z období první světové války.

## Vznik
Roku 1916 vedl konstruktér Claude Dornier pobočku firmy Luftschiffbau Zeppelin ve městě Lindau na břehu Bodamského jezera. Z počátku se zde stavěly létající čluny, až roku 1916 Dornier zkonstruoval první pozemní letoun V-1 vybavený tlačnými motory a rámovým trupem. O rok později vznikl dvoumístný dvouplošník C-I, po něm C-II a nakonec plovákový jednoplošník CS-I, ani jeden stroj však nebyl vyráběn sériově. V roce 1918 bylo zkonstruováno nové stíhací letadlo D.I.
První vzlet proběhl 4. června 1918. Na svou dobu bylo letadlo velmi moderní což budilo nedůvěru jak u pilotů tak u německého letectva. Od konce května do druhé poloviny června byl uspořádán v Adlershofu konkurz stíhacích letadel, kterého se letoun zúčastnil neoficiálně. Dne 3. července jej zkoušel Wilhelm Reinhard velitel letky Jagdgeschwader I Richthofen, pojmenované po jejím dřívějším veliteli Manfredu von Richthofenovi, a letecké eso s 20 sestřely. Při střemhlavém letu povolila jedna vzpěra upevňující horní křídlo, které se utrhlo, stroj havaroval a kapitán Reinhard na následky zranění zemřel.
Po tomto neúspěchu byly při stavbě dalších strojů zesíleny závěsy křídel. Letounu se také vytýkalo těžké ovládání křidélek a špatný výkon při stoupání ve vyšších nadmořských výškách, což bylo odstraněno výměnou motoru. Po úpravách se jeden stroj v říjnu 1918 zúčastnil třetí soutěže na nová stíhací letadla v Adlershofu. Byla objednána sériová výroba 50 kusů, ale začátkem roku 1919 byla výroba zastavena.

## Popis konstrukce

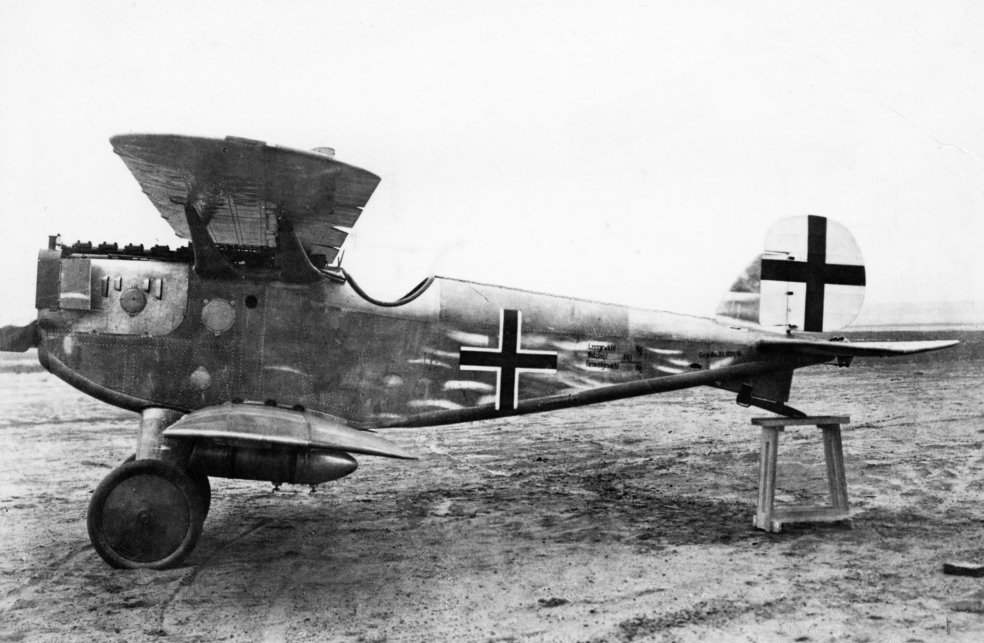
Zeppelin-Lindau (Dornier) D.I side

Letoun byl na svou dobu velmi moderní, měl samonosná křídla bez vzpěr mezi nimi. Horní křídlo nesly vzpěry odkloněné široce do stran a napojené čtyřmi čepy. Nosníky a žebra křídel byly z duralových nosníků potažených přes polovinu hloubky plechem, zadní část pak byla potažena plátnem spolu s křidélky, která měla duralovou kostru. Také trup letadla s integrální kýlovou plochou a kostry vodorovné ocasní plochy i směrového kormidla byly duralové potažené plátnem. Proudnicová palivová nádrž byla nesena pod trupem a v případě poškození a zapálení se dala odhodit. Podvozek byl nesen dvěma širokými profilovanými vzpěrami.
První prototyp byl poháněn vodou chlazeným řadovým šestiválcem Mercedes D.III o výkonu 118 kW s čelním chladičem na přídi. Po úpravách byl nahrazen řadovým šestiválcem BMW IIIa o výkonu 136 kW.

## Využití
Po uzavření příměří byly dva stroje prodány do USA. Jeden z prototypů byl dodán americkému námořnictvu a druhý americké armádní letecké službě. Jeden stroj si ponechalo muzeum továrny Dornier ovšem ten byl zničen při bombardování během Druhé světové války.

## Specifikace
Údaje dle

### Technické údaje
- Rozpětí: 7,80 m,
- Délka: 6,37 m
- Výška: 2,53 m
- Nosná plocha: 18,70 m²
- Hmotnost prázdného letounu: 710 kg
- Vzletová hmotnost: 890 kg

### Výkony
- Maximální rychlost : 201 km/h
- Dostup: 8075 m

Údaje platí pro stroje s motory BMW IIIa.

### Výzbroj
- 2x kulomet Spandau LMG 08/15 ráže 7,92 mm